# В мире людей
«В мире людей» — российская телепередача, выходившая на «Первом канале» с 19 января по 28 июня 2008 года по субботам вечером в 20:00, иногда в 19:40 или 19:00. Программу вёл Николай Дроздов, который до этого много лет вёл программу «В мире животных».

## Происхождение названия и запуск
По словам работавшего с апреля 2008 года в программе тележурналиста Эльхана Мирзоева, вначале программу хотели назвать «проще и ближе к контенту» — «Жесть». По первоначальной же задумке, вести такую передачу должна была Божена Рынска. Затем от её кандидатуры по разным причинам отказались, а в Студии спецпроектов «Первого канала» полностью пересмотрели концепцию передачи. Вследствие этого Константин Эрнст уговорил стать ведущим программы Николая Дроздова, а название решили выбрать по аналогии с другой программой, которую он также вёл на данном канале — «В мире людей».
По его же мнению, необходимость запуска программы в эфир была напрямую связана с тем, что субботний вечерний прайм-тайм «Первого канала», состоявший в те годы в основном из шоу, концертов, полнометражных мультфильмов или художественных фильмов, последние 3 года сильно уступал проектам, идущим параллельно в это же время на канале НТВ — «Профессия — репортёр», «Программа максимум», «Чистосердечное признание», «Русские сенсации».
Запуск программы сопровождался крупномасштабной кампанией в эфире «Первого канала»: был снят и запущен ролик, в котором Николай Дроздов появлялся сначала на фоне джунглей, а затем оказывался в современной Москве на фоне Большого Краснохолмского моста, говорил, что всю свою жизнь посвятил изучению жизни животных, их повадок, поведения, инстинктов, взаимоотношений, а теперь решил изучить мир людей, взглянуть на него с высоты прожитых лет и поделиться собственным опытом и впечатлениями.

## Основа телепередачи
В течение программы показывалось несколько сюжетов про ситуации из жизни, произошедшие как с простыми людьми, так и со звёздами. Как правило, истории были связаны с насилием и жестокостью. Сам Николай Дроздов охарактеризовал программу так:
А в мире людей всё гораздо сложнее, драматичнее. Иногда только стоит оглянуться кругом себя, чтобы увидеть то, на что мы часто закрываем глаза, не хотим замечать. И вот эта программа о том, как непросто оставаться человеком в мире людей.
Первый выпуск состоял из следующих сюжетов:
- «Детство как приговор. Как выжить, когда родители становятся палачами».
- «Пытка в золотой клетке. Американский миллионер против русской жены».
- «Двойная жизнь народного артиста. Как поделить любимого после смерти».

Сам Николай Дроздов смотрел все сюжеты впервые во время самой телепередачи, а потом делился со зрителями своими впечатлениями.

## Критика
Изобилие различных зверств в сюжетах программы вызвало негативные критические оценки:
«Известия»:
Теперь вот и на „Первом“ придумали формат, позволяющий обратиться к „ужасам нашего городка“, то бишь человеческого бытия, но при этом не впадать в крайности и сохранить репутацию респектабельного канала. Если ведущие других подобных программ эти ужасы откровенно смакуют, то Николай Николаевич, который смотрит их вместе со зрителями впервые, как всякий нормальный человек, потрясен и шокирован. Но ужасы от этого не перестают быть ужасами, особенно если их показывать натуралистично и подробно. А советы ведущего найти свою дорогу к храму кажутся пустым сотрясением воздуха по контрасту с беспомощностью и страданиями ребенка.
«Фонтанка.ру»:
Скажите — что это? Отсутствие у репортёров программы малейшего представления о нормах морали? Непонимание того, что можно и нельзя показывать в эфире? Беспринципность? Не знаю, рад ли Николай Дроздов такому знакомству с миром людей. Во всяком случае, ещё один сюжет из последнего выпуска программы вряд ли мог придать оптимизма воззрениям прославленного телеведущего на род людской.
«Независимая газета»:
Похоже, Николая Николаевича приставили облагораживать своей персоной жёлтые по преимуществу сюжеты! Якобы он смотрит их впервые вместе с нами. После чего даёт свою короткую оценку. Про сюжеты я вообще молчу — три из пяти уже давно отработало НТВ. Например, о побитой русской жене индуса-миллионера («Ой, ну что же делать? Надо простить!»). Или о внебрачном ребенке губернатора Евдокимова («Кто может их осудить?»). Причем видно, что дядя Коля наш вовсю сопереживает «людскому миру», но отчего-то ему при этом так неловко! И я, кажется, знаю, отчего. Не его это формат.
Передача постоянно перемещалась по сетке вещания в таймслоте 19:00—21:00, выдержала всего 15 выпусков, выходивших с периодичностью от 1 до 3 раз в месяц, и в скором времени была закрыта, несмотря на то, что показатели последних программ были достаточно высокими в сравнении с подобным проектом «Программа максимум», выходившим на телеканале НТВ.